# Return of Ghetto Millionaire
Return of Ghetto Millionaire est une mixtape de G-Unit, sortie en novembre 2005.

## Liste des titres[1]
| No  | Titre                               | Interprète(s)                                                        | Durée |
| --- | ----------------------------------- | -------------------------------------------------------------------- | ----- |
| 1.  | Intro                               |                                                                      | 0:49  |
| 2.  | Intro                               | Samuel L. Jackson                                                    | 1:01  |
| 3.  | 300 Shots                           | 50 Cent, Lloyd Banks, Tony Yayo, Young Buck, Mobb Deep, Ma$e, M.O.P. | 7:09  |
| 4.  | We Dont Give a Fuck                 | Tony Yayo, 50 Cent, Lloyd Banks, Olivia                              | 3:37  |
| 5.  | Just Gimme Mine                     | Young Buck                                                           | 1:34  |
| 6.  | Interlude                           | 50 Cent, Ma$e                                                        | 1:43  |
| 7.  | Return of the Murda                 | DJ Whoo Kid, Ma$e                                                    | 3:00  |
| 8.  | They Takin Pictures                 | Young Buck                                                           | 2:11  |
| 9.  | M.O.P.                              | Lil' Fame                                                            | 1:28  |
| 10. | So Seductive (Live at Atlanta)      | Tony Yayo, 50 Cent, Lloyd Banks, Young Buck                          | 3:17  |
| 11. | Glitter N Glass                     | Mobb Deep                                                            | 2:49  |
| 12. | We Run This                         | Lloyd Banks, Tony Yayo                                               | 2:57  |
| 13. | Brooklyn N.Y.G.                     | M.O.P.                                                               | 1:39  |
| 14. | G-Code                              | Spider Loc                                                           | 1:36  |
| 15. | Outta Control (Live at St Louis)    | Mobb Deep, G-Unit                                                    | 3:46  |
| 16. | Be Dead                             | Prodigy, Tony Yayo                                                   | 3:49  |
| 17. | So High                             | Tony Yayo, 50 Cent                                                   | 3:14  |
| 18. | Niggas Gonna Kill You               | Lloyd Banks                                                          | 3:38  |
| 19. | Pimpin (Live at Las Vegas)          | Tony Yayo, 50 Cent                                                   | 1:42  |
| 20. | Shorty Wanna Gangsta Nigga          | Young Buck, Tony Yayo                                                | 2:27  |
| 21. | G-Unot (Live at St Louis)           | 50 Cent                                                              | 3:27  |
| 22. | Interlude                           | DJ Whoo Kid                                                          | 0:07  |
| 23. | Guns Come Out (Live at Los Angeles) | 50 Cent                                                              | 2:14  |